# 刘蕡墓
刘蕡墓，位于中国广西壮族自治区柳州市柳南区西鹅乡文笔村。1996年，由柳州市人民政府公布为柳州市文物保护单位。现为省级文物保护单位，类型为古墓葬，为第六批广西壮族自治区文物保护单位，公布时间为2009年5月4日。
刘蕡墓的历史年代为唐。